# Arbeitsgericht Mosbach
Das Arbeitsgericht Mosbach war ein Arbeitsgericht mit Sitz in Mosbach.

## Geschichte
Gemäß Arbeitsgerichtsgesetz vom 23. Dezember 1926 wurden in Deutschland Arbeitsgerichte gebildet. Diese waren nur in der ersten Instanz organisatorisch selbstständige Gerichte, die Landesarbeitsgerichte waren den Landgerichten zugeordnet. Am Landgericht Mosbach entstand so 1927 das Landesarbeitsgericht Mosbach als eines von sechs Landesarbeitsgerichten in der Republik Baden. In Mosbach entstand das Arbeitsgericht Mosbach. Sein Sprengel umfasste die Bezirke der Amtsgerichte Adelsheim, Neckarbischofsheim und Mosbach. Es bestanden eine gemeinsame Kammer für Arbeiter und Angestellte und eine Kammer für Handwerk.
Nach der Besetzung Deutschlands durch die Alliierten wurden 1945 zunächst alle Gerichte geschlossen. Die ordentlichen Gerichte wurden schon bald wieder eröffnet, während die Arbeitsgerichte zunächst nicht wieder eingerichtet wurden, so dass arbeitsgerichtliche Streitigkeiten von den ordentlichen Gerichten erledigt werden mussten. Gemäß Kontrollratsgesetz 21 vom 30. März 1946 sollten in Deutschland Arbeitsgerichte aufgebaut werden. Die Umsetzung in Württemberg-Baden erfolgte durch das Arbeitsgerichtsgesetz für Württemberg-Baden vom 3. Oktober 1947. Danach sollte die örtliche Zuständigkeit der Arbeitsgerichte durch den Zonenbefehlshaber festgelegt werden und die Gerichte durch die oberste Landesbehörde für Arbeitsverwaltung nach Anhörung von Gewerkschaften und Arbeitgeberverbänden erfolgen. Für den Landbezirk Nordbaden wurde 1947 erneut ein Landesarbeitsgericht Mannheim gebildet. In Mosbach wurde das Arbeitsgericht Mosbach im Januar 1947 neu eröffnet.
Mit dem § 5 des Gesetzes über die Gerichte für Arbeitssachen vom 15. Februar 1956 wurde das Arbeitsgericht Mosbach 1956 aufgehoben.